# Mesonerilla prospera
Mesonerilla prospera је чекињасти црв из реда Nerillida и фамилије Nerillidae. 

## Угроженост
Ова врста је крајње угрожена и у великој опасности од изумирања.

## Распрострањење
Бермудска острва су једино познато природно станиште врсте.
ФАО рибарска подручја (енг. FAO marine fishing areas) на којима је ова врста присутна су у западном централном Атлантику.

## Станиште
Станиште врсте је море.